# Maera
Pour les articles homonymes, voir Maera (homonymie).
Manuel García López, plus connu sous son apodo  de Maera né à Séville (Espagne) le 11 décembre 1896, mort dans la même ville le 11 décembre 1924, est un matador espagnol.

## Présentation et carrière
Il a d'abord connu la vie errante  et des débuts difficiles avant d'entrer dans la cuadrilla de Juan Belmonte en 1915. Modeste peón, il s'impose rapidement comme un des meilleurs banderilleros et devient l'homme de confiance de Belmonte. 
Novillero pendant une absence de Juan Belmonte parti en Amérique latine en 1918, il reprend sa place dans la cuadrilla au retour du matador en 1921. Toutefois ses succès de novillero lui permettent de prendre l'alternative le 28 août 1921 au Puerto de Santa María (province de Cadix) devant le taureau Barquillo de l'élevage Gallardo. Il confirme à Madrid le 15 mai 1922 devant Verdugo,taureau de l'élevage Estebán Hernández.
Sa carrière, très régulière, connaît une ascension continue. Le public apprécie son courage, malgré quelques excès de mouvement. Il se montre bon capeador, excellent muletero, et il estoque avec habileté, le plus souvent a recibir.
Atteint de tuberculose, il meurt le 11 décembre 1924. Il avait pris part à 174 corridas et estoqué 367 taureaux.